# Segundo Distrito Naval Mamoré
El Segundo Distrito Naval «Mamoré» es un distrito militar de la Armada Boliviana con base en Trinidad, departamento del Beni. Fue creado el 4 de enero de 1963 como Distrito Naval N.º 2, nombre que cambió por el actual en 1966.
Sus unidades dependientes son un batallón de infantería de marina, un batallón de policía militar, una base naval, dos capitanías de puerto y un grupo táctico de buceo.